# Wilma Henriques
Wilma Henriques (Conselheiro Lafaiete, 15 de febrero de 1931 - Belo Horizonte, 18 de abril de 2021) fue una actriz brasileña. Fue considerada la "primera dama del teatro de Minas Gerais".
Entre sus obras destacadas se encuentra la interpretación en La prostituta respetuosa, montaje dirigido por Orlando Pacheco a partir del original de Jean-Paul Sartre. Falleció el 18 de abril de 2021 en un asilo de ancianos en Belo Horizonte.

## Primeros años
Wilma Henriques fue hija única y huérfana de su padre desde los 14 años. Decidió desarrollar su carrera profesional para estar cerca de su madre, además del fuerte vínculo con la ciudad de origen.

## Carrera
En 1959 inicia su carrera con la producción y presentación del programa femenino Mirror, de la extinta TV Itacolomi.
Dejó la emisora en 1962 y pasó a TV Belo Horizonte, ahora Globo Minas, ya TV Alterosa, donde presentó el programa de entrevistas O Subject É Mulher.
A los 27 años debutó en la obra Pigmalião, reemplazando a Lea Delba (Elvira Bracher). En 1966 inicia su carrera profesional en el teatro con la obra O Macaco da Vizinha, de Joaquim Manoel de Macedo y dirigida por Carlos Leite.
Desde 1994 es una de las integrantes del grupo Cara de Palco.
En 2011 participó en la obra Campaña para popularizar el teatro y la danza con sueños, dirigida por Marcos Vogel y con actores como Caluty Ferreira y Eliane Maris.

## Filmografía

### Televisión
| Año  | Título                                   | Personaje                        |
| ---- | ---------------------------------------- | -------------------------------- |
| 2005 | Vino rosado                              | Beata                            |
| 2003 | Aleijadinho - Pasión, gloria y aflicción | Sra. Tereza Ribeiro de Alvarenga |
| 1984 | Ella y los hombres                       | Margo                            |
| 1967 | El niño y el viento                      | Laura                            |

### Teatro
| Año  | Título                          |
| ---- | ------------------------------- |
| 1959 | Pigmalión                       |
| 1966 | El mono vecino                  |
| 1967 | Una cama para tres              |
| 1967 | Al borde de la vida             |
| 1969 | Generación en rebelión          |
| 1973 | Habla en voz baja si no grito   |
| 1973 | El interrogatorio               |
| 1976 | Hay vacantes para buenas chicas |
| 1977 | Mumu, la vaca metafísica        |
| 1978 | El interrogatorio               |
| 1981 | Al borde de la vida             |
| 1982 | Habla en voz baja si no grito   |
| 1983 | Pulgas                          |
| 1984 | Rompe el corazón                |
| 1984 | Enséñame a vivir                |
| 1987 | Piedra Ciranda                  |
| 1989 | Navaja en la carne              |
| 1991 | La hija de                      |
| 1993 | Buenas noches mamá              |
| 1995 | Velatorio brasileño             |
| 1998 | Mujer soltera                   |
| 2006 | Cuando no estas en el cielo     |
| 2010 | Sueños                          |